# Isola di Rukwanzi
L'isola di Rukwanzi è un'isola contesa posta nella parte meridionale del Lago Alberto, in Africa centrale. L'isola ospita circa 1000 pescatori.

## Disputa sulla proprietà
La proprietà dell'isola è oggetto di una disputa tra la Repubblica Democratica del Congo e l'Uganda, i due paesi che si trovano sulle sponde opposte del lago. Alla fine del luglio 2007, il Congo ha arrestato quattro soldati ugandesi accusati di aver attraversato la linea di demarcazione nel lago. Il 3 agosto 2007, le forze armate dei paesi sono state coinvolte in uno scontro vicino all'isola, nel quale un britannico e un congolese sono stati uccisi. Il 12 agosto 2007 il Congo ha occupato l'area.